# Будівля Земської управи
Будівля Земської управи, Будинок Сімферопольської Земської управи — будівля в Сімферополі, пам'ятка культурної спадщини України 4623-АР. Наказ МКтаТ України від 24.09.2008 № 1001/0/16-08.
Розташування: вулиця Жуковського, 3 / вулиця Долгоруківська, 2, літер «В».

## Історія
Тут у 1866-1920 роках у будівлі Таврійської губернської земської управи працювало багато видатних представників культури. Головою губернської земської управи у 1883-1894 роках був син знаменитого вченого, засновник Нікітського ботанічного саду – О. Х. Стевен.
Сучасна будівля побудована у 1906 році.
У 2008 році Наказом Міністерства культури і туризму України будівля Земської управи була включена до реєстру пам'яток місцевого значення як пам'ятка архітектури та містобудування.
На сьогодні будівлю займає окупаційна «прокуратура» Залізничного району міста.